# Maico (casa motociclistica)
La Maico è una casa motociclistica tedesca attiva dal 1926 al 1983, ha partecipato a diverse competizioni motociclistiche e fornito i motori a diverse case costruttrici. Fu fondata a Pfäffingen di Ammerbuch (Tübingen) da Ulrich Maisch come Maisch & Compagnons. Dal 1931 iniziò la produzione di motociclette, sotto la guida dei figli, Otto e Wilhelm Maisch.

## Storia
Fondata da Ulrich Maisch nel 1926 a Pfäffingen, nelle vicinanze di Tubinga, in Baden-Württemberg, inizia l'attività come costruttore di biciclette. La produzione motociclistica inizia negli anni trenta, con moto leggere spinte da motori a due tempi di 60 cm³ ILO-Motorenwerke. In serie vennero prodotte moto con motore da 98 cm³ della Fichtel & Sachs e le più potenti 118 cm³ e 150 cm³ con motori ILO. Produssero inoltre il 60 cm³ ILO Saxonette, le 200 cm³ Bark e i 125 cm³ Sachs.
Con l'avvento della Seconda guerra mondiale, gli stabilimenti Maico vennero convertiti alla produzione bellica realizzando parti per aerei destinati alla Luftwaffe.

## La produzione dopo il 1945

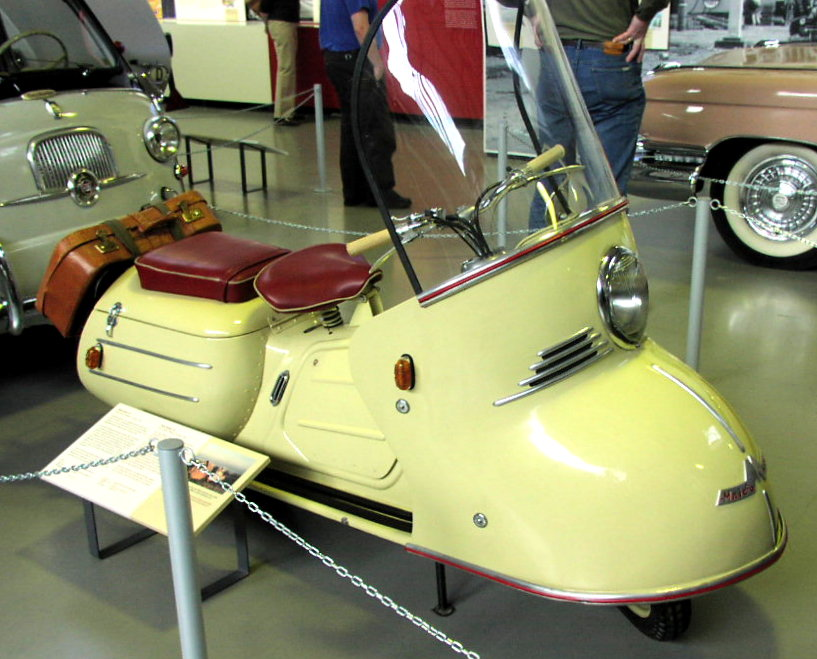
Un Maico Mobil

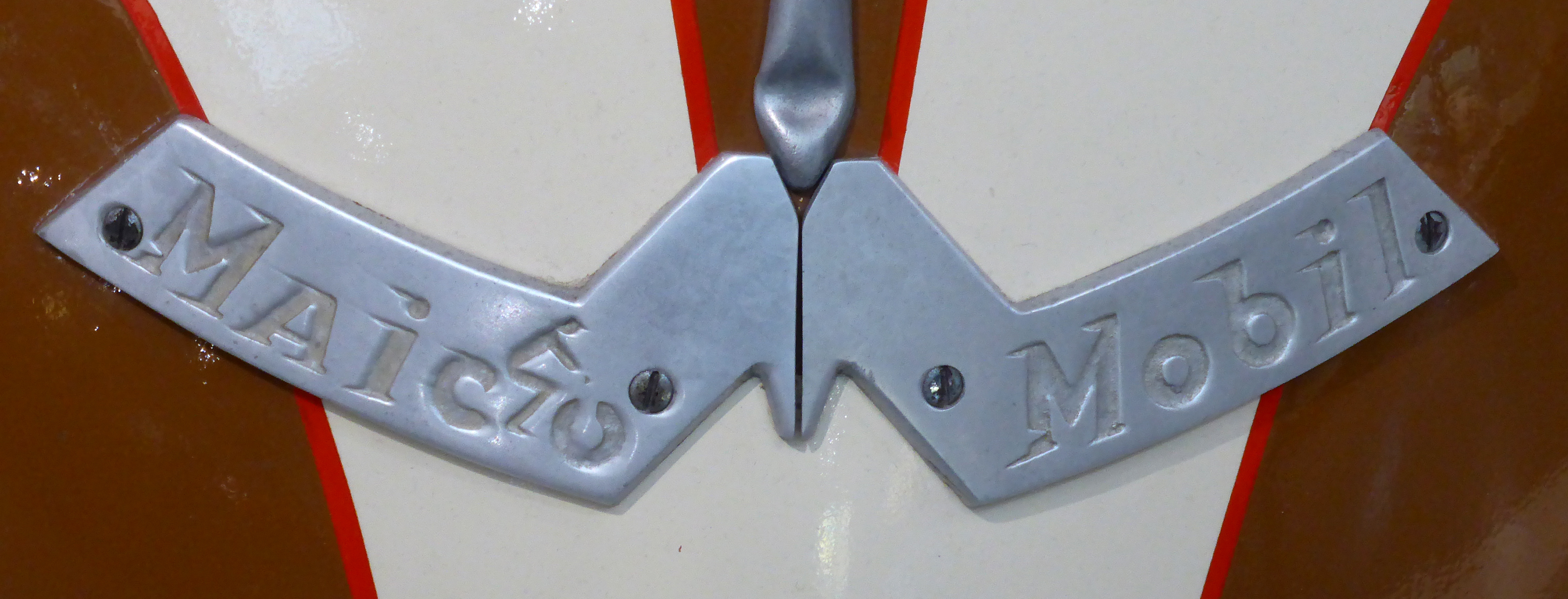
Logo Maico Mobil

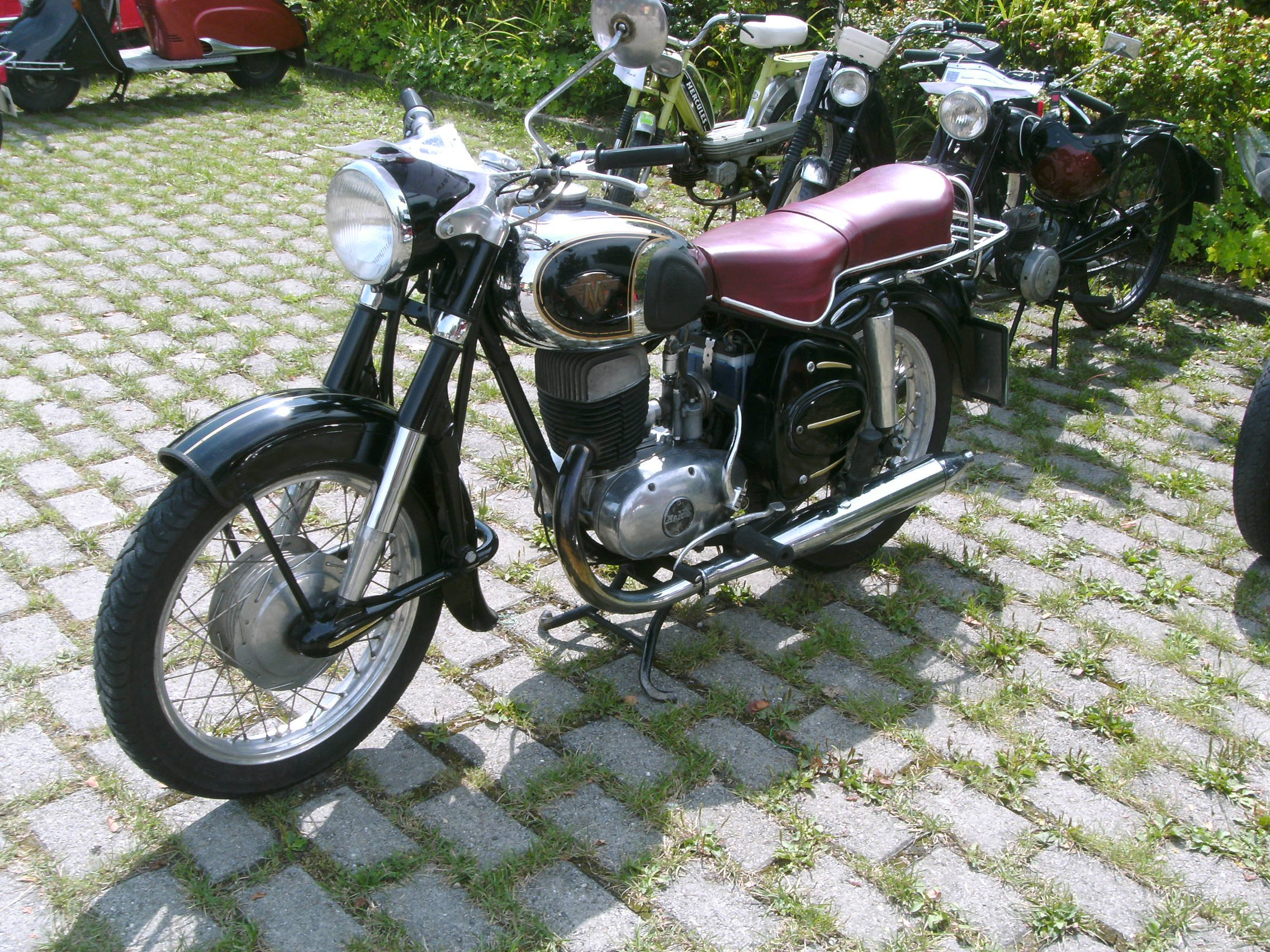
Maico Blizzard

La produzione civile riprende nel 1947 con la M 150, monocilindrica a due tempi. Nel 1950 viene presentata la Maico Mobil, una motocicletta carenata dalla linea massiccia e molto protettiva. Era equipaggiata con il motore della M 150. L'asfittico "150" sarà successivamente sostituito da più prestanti motori di 175 e 200 cm³.
Negli anni cinquanta la gamma Maico si espande: vengono presentate le versioni di 175 e 250 cm³ della "M" (la quarta di litro sarà per diverso tempo la moto ufficiale della Bundeswehr), la Blizzard, moto leggera 250 2 tempi, e la Taifun, bicilindrica di 350 e 400 cm³. Al Maico-Mobil, nel 1955, sarà affiancata la Maicoletta, scooter di linea più compatta e distinta dalla produzione più in voga del periodo, come la Vespa e la Lambretta, nel presentare ruote alte.

## Automobili

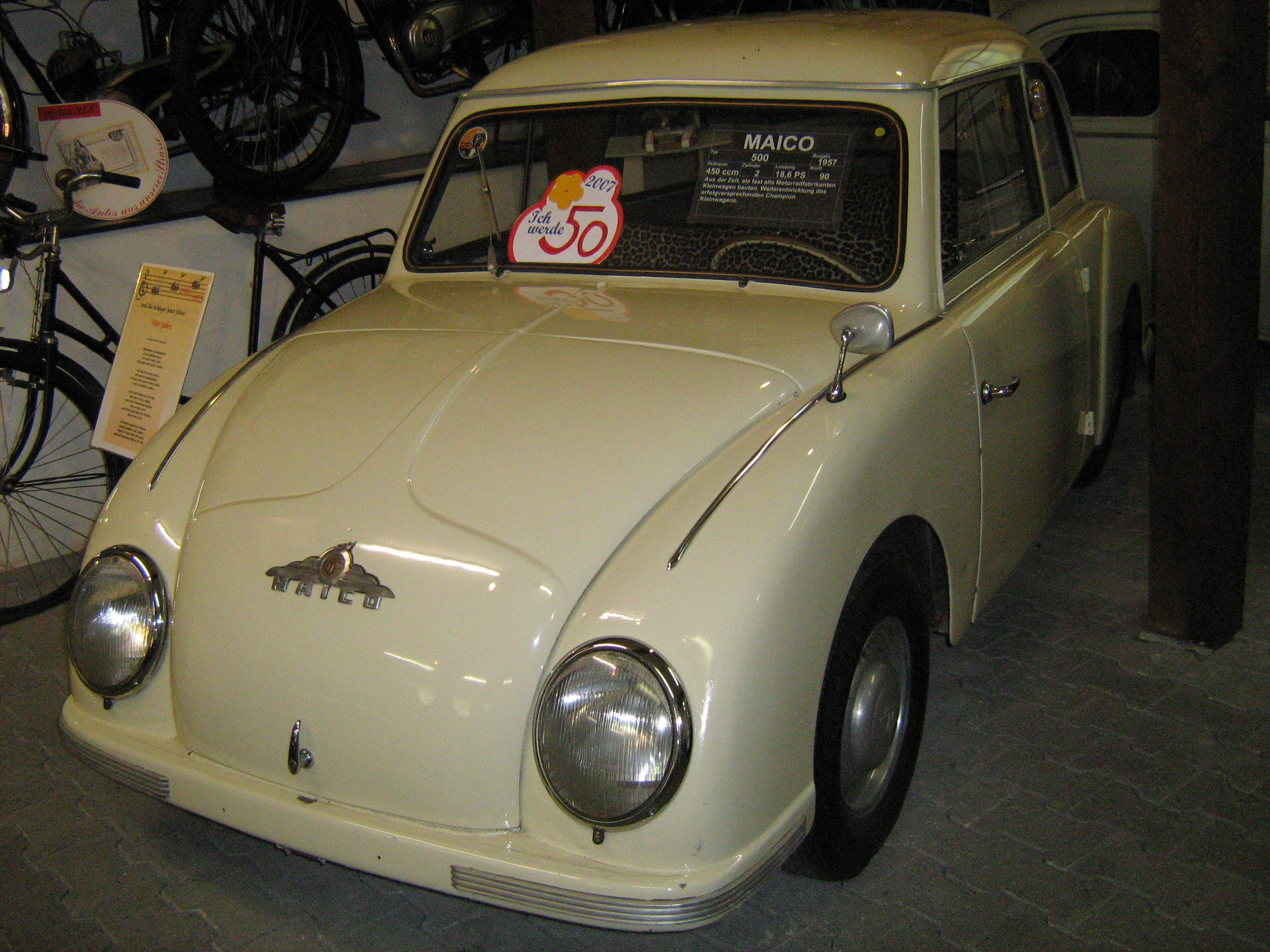
PKW Maico 500

Nel corso del 1954 viene assorbita la Champion per affiancare alla produzione di moto anche quella di microvetture. Il mercato delle piccole automobili economiche, spinte da motori di derivazione motociclistica, è ormai in declino e la produzione della vetturetta Champion 500, dotata di un propulsore Maico bicilindrico 2T montato posteriormente, si conclude nel 1958 dopo circa 6.000 esemplari realizzati.
GO KART. Nel 1960 la Maico produce telaio e motore go kart importato negli U.S.A. dalla Engray di Detroit con la possibilità di due cilindrate di motori 2 tempi di 175 c.c. con 15,5 c.v. e 250 c.c. con 17 c.v. costruiti  a Rivoltella del Garda dalla Kohler su licenza Maico e con parti testa e cilindro di derivazione motociclistica.

## La produzione dal 1959 al 1967

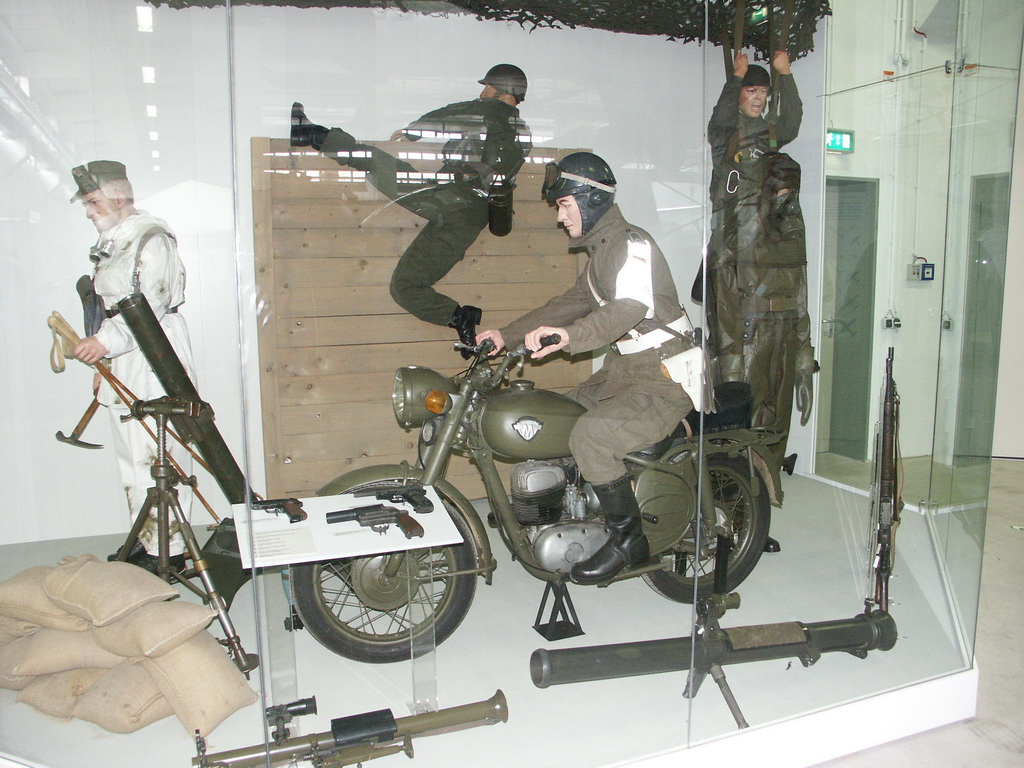
Soldato con una M 250/B,
Militärhistorisches Museum der Bundeswehr

In quegli anni la Casa inizia ad impegnarsi nel settore del fuoristrada, con buoni risultati specialmente nel motocross: nel 1957 il tedesco Fritz Betzelbacher vince il Campionato Europeo classe 250. L'attività ufficiale Maico nel fuoristrada (nel Cross e nella Regolarità) prosegue, affiancata negli anni settanta anche da quella nel Motomondiale con la RS 125, portata alla vittoria diverse volte dallo svedese Börje Jansson e da un giovane Eugenio Lazzarini.

## Lo sviluppo

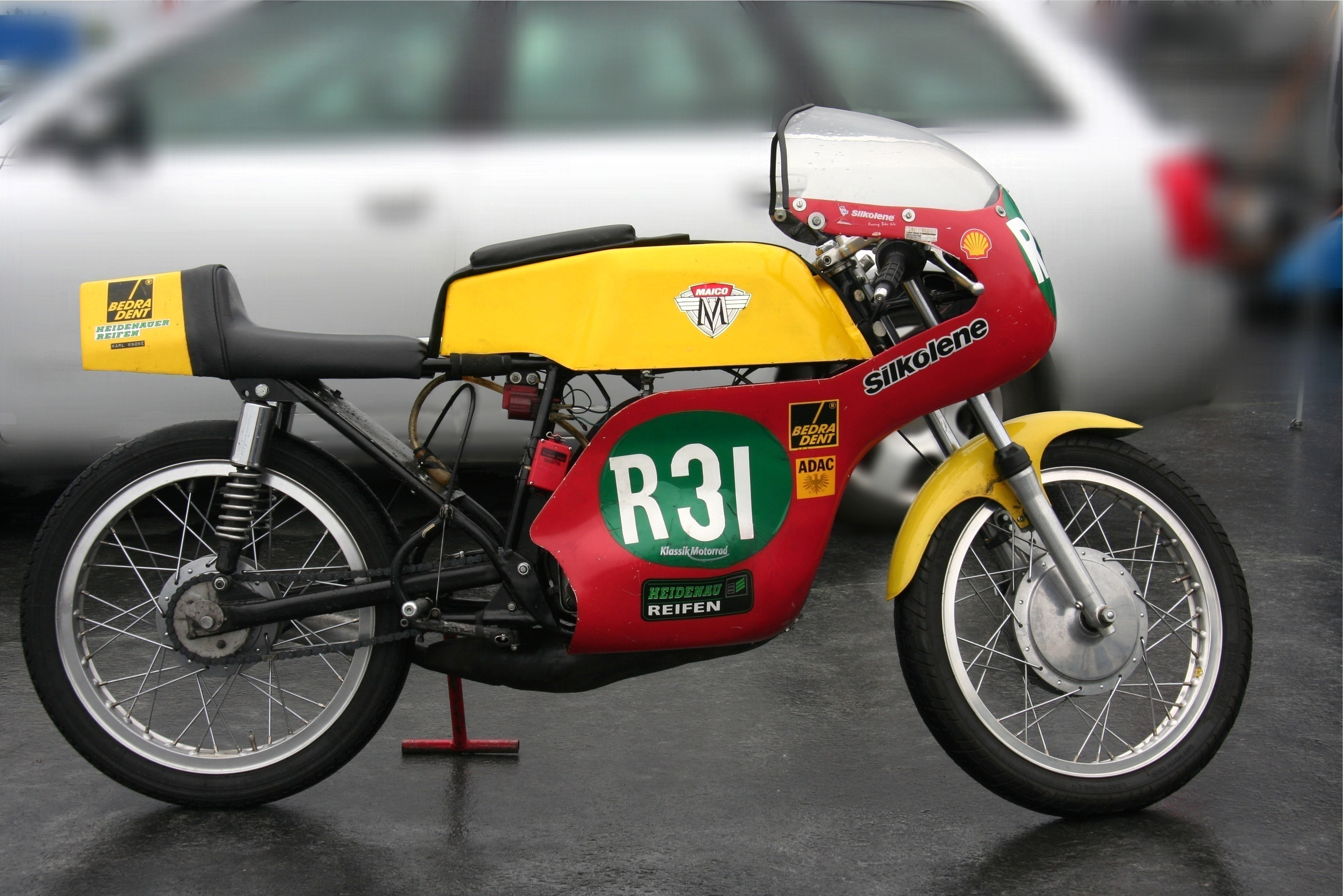
Maico 125 RS, 1970, al Oldtimer Festival DAMC 05 Nürburgrings 2007

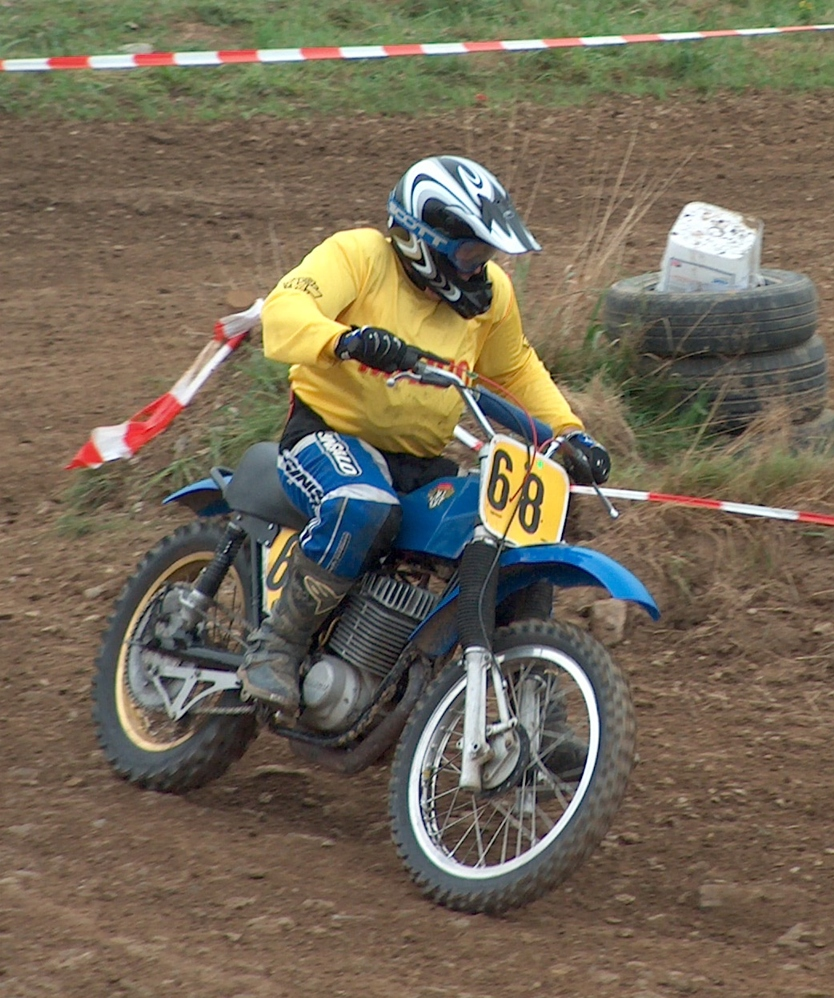
Una MC 360 del 1968 in azione durante un raduno di veterani nel 2005

La produzione Maico negli anni '70 include modelli da Cross (siglati MC) e Regolarità (GS) con motori due tempi a disco rotante da 125 cc e aspirati i modelli superiori fino a 500 cc. Produce inoltre modelli stradali (MD) da 50 a 250 cm³.

## Dal 1985
La Maico cessa l'attività nel 1983, in seguito a una crisi economica aggravata dai contrasti all'interno della famiglia Maisch. Il marchio venne ceduto, per ricomparire sul mercato sul finire degli anni novanta con modelli da Cross, Enduro e Supermotard.
Nel 2010 un'azienda californiana ha presentato una gamma di motociclette utilizzando nuovamente il marchio "Maico" di proprietà della figlia di Otto Maisch, Ingrid di Censo.